# Vaulion
Vaulion je obec na západě Švýcarska v kantonu Vaud. Žije zde 467 obyvatel.

## Geografie

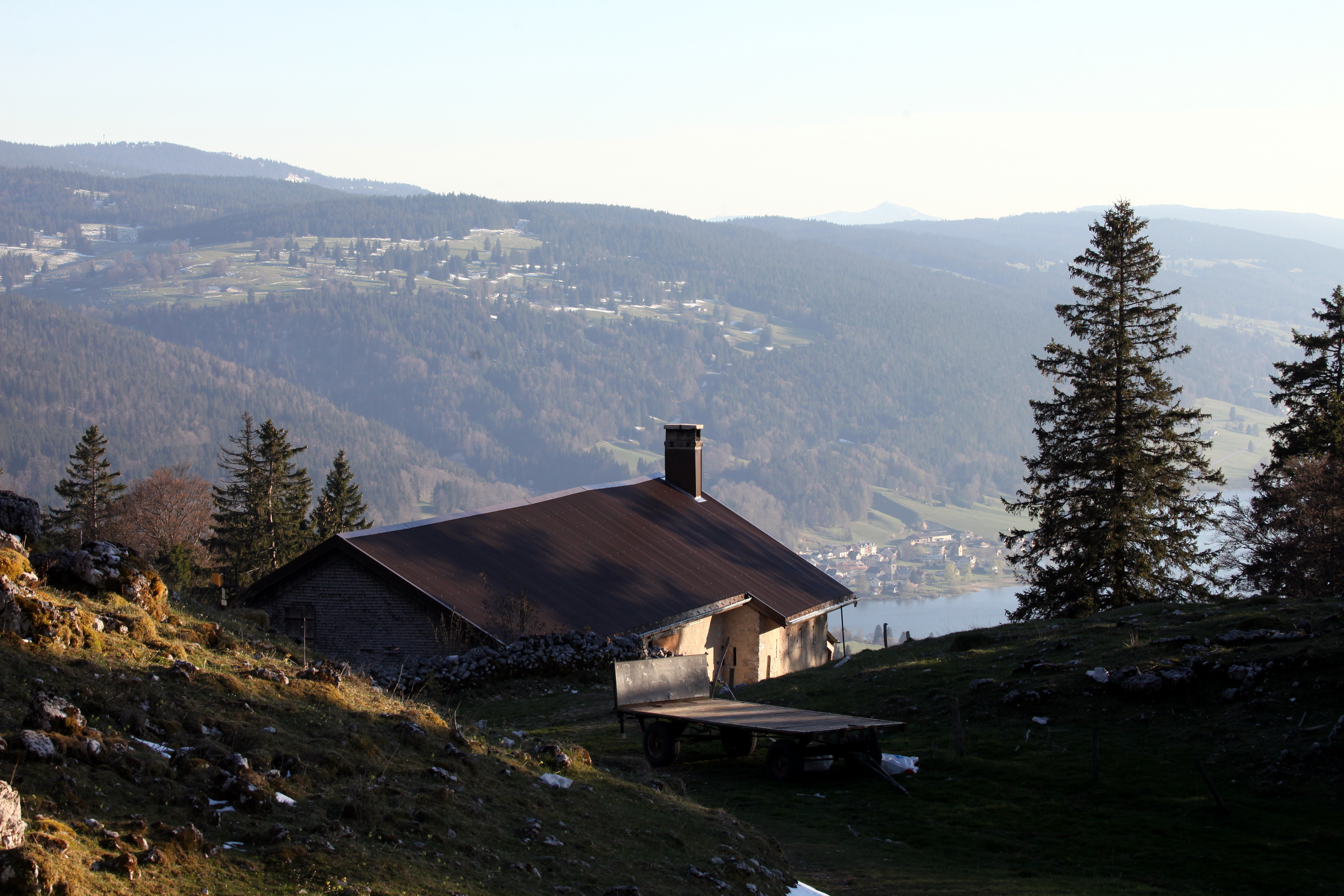
Oblast Dent de Vaulion

Vaulion leží v nadmořské výšce 932 m, vzdušnou čarou 22 km jihozápadně od okresního města Yverdon-les-Bains. Vesnice se nachází v kotlině na horním toku řeky Nozon ve Vaudském Jurovi na východním úpatí masivu Dent de Vaulion.
Území obce o rozloze 13,2 km² pokrývá část Vaudského Jury u pramene řeky Nozon. Západní hranice probíhá podél masivu Dent de Vaulion, který je s výškou 1483 m n. m. nejvyšším bodem Vaulionu. Na východě na něj navazuje synklinála, která leží mezi Dent de Vaulion a bočním masivem Mollendruz. V této synklinále Nozon vyvěrá na úpatí skalní stěny a protíná oblast Vaulionu, načež teče úzkým údolím do Švýcarské plošiny. V blízkosti pramene Nozonu se nacházejí dvě jeskyně. Na severu leží hranice u Sur Grati (až 1177 m n. m.). V roce 1997 byla 3 % rozlohy obce pokryta zastavěnou plochou, 47 % lesy a lesními porosty, 49 % zemědělstvím a necelé 1 % neproduktivní půdou.
K obci Vaulion patří vesnice Nidau (880 m n. m.) na levém břehu údolí Nozon a Le Plâne (1115 m n. m.) na svazích masivu Vaulion nad obcí, jakož i četné jednotlivé farmy roztroušené po kopcích Jury. Sousedními obcemi jsou Vallorbe na severu, Premier na severovýchodě, Romainmôtier-Envy na východě, Juriens na jihovýchodě, Mont-la-Ville na jihu a L’Abbaye na západě.

## Historie

Letecký pohled (1949)

První zmínka o obci pochází z roku 1097 a nese název Vallis Leonis. Později se objevily názvy Valleuni (1160), Vaullyon a v roce 1316 současný název Vaulion. Ten je odvozen od Val du Lion, neboť Le Lion byl dřívější název řeky Nozon. Vaulion byl pravděpodobně založen v 11. století poddanými, kteří uprchli z Francie. Dostalo se jim ochrany převora z kláštera Romainmôtier. Původní osada musela být opuštěna kvůli morové epidemii a vesnice byla znovu založena na současném místě. Protože se Vaulion na rozdíl od ostatních vesnic pod vládou Romainmôtier těšil poměrně velkorysým svobodám, bylo osídlení údolí podporováno.
Po pádu Staré konfederace patřila obec v letech 1798–1803 během helvétského období ke kantonu Léman, který byl poté po vstupu v platnost Ústavy o zprostředkování sloučen s kantonem Vaud. V roce 1798 byla přiřazena k okresu Orbe.

## Obyvatelstvo
92,7 % obyvatel hovoří francouzsky, 3,7 % německy a 1,4 % portugalsky (údaj z roku 2000). V roce 1803 žilo ve Vaulionu 1145 obyvatel, v roce 1850 994 obyvatel a v roce 1920 1051 obyvatel. Poté počet obyvatel v důsledku silného vystěhovalectví klesl do roku 1980 na 358 obyvatel, od té doby se opět mírně zvýšil.

## Hospodářství
Původně zemědělská obec se brzy zaměřila na řemeslnou a průmyslovou činnost. Od konce 16. století se rozvíjelo tkalcovství a v následujícím století obuvnictví. V průběhu 17. století se stala významnou také koželužna a hutnictví železa. Nejvýznamnějším podnikem v obci byla firma na broušení kamenů pro hodinářský průmysl, založená v roce 1888. Mlýn byl v provozu až do roku 1970. Dnes je zde řada pracovních míst v řemeslných oborech a místních drobných podnicích. Ve struktuře zaměstnanosti obyvatel obce hraje stále roli také zemědělství, především chov dobytka a produkce mléka.

## Doprava
Vaulion leží na hlavní silnici z Orbe přes Romainmôtier-Envy a přes průsmyk Pétra Félix do údolí Vallée de Joux. Vaulion je napojen na síť veřejné dopravy prostřednictvím linky Postbusu, která jezdí do Croy a částečně do Orbe.